# نوبل ام۱۲
نوبل ام۱۲ (Noble M12) خودرویی است که در سال‌های ۲۰۰۰در آفریقای جنوبی تولید شده‌است.
این خودرو در کلاس خودرو اسپورت قرار‌گرفته، طراحی آن موتور وسط و توزیع نیروی پیشران بوده است. سیستم جعبه‌دندهٔ آن ۶ دنده به صورت دستی‌است.